# 야시카 펜타 J
야시카 펜타 J(Yashica Penta J)는 1962-1964년 야시카가 만든 35mm SLR 카메라다.